# Mesa Verde
|  | Per a altres significats, vegeu «Parc Nacional de Mesa Verde». |

Mesa Verde és una concentració de població designada pel cens del Comtat de Riverside a l'estat de Califòrnia (Estats Units d'Amèrica). És un suburbi a l'oest de la ciutat de Blythe (Califòrnia) a cavall de l'àrea rural que envolta aquesta ciutat i el desert de Sonora. Segons el cens del 2010 la població de Mesa Verde era de 1.023 habitants, sobre una extensió terrestre de 1.024 ha.
Les dades d'aquest cens comenten un perfil racial de la població d'aquest lloc segons els tipus de raça i etnicitat en el cens dels Estats Units majoritàriament hispà o llatí (69,9%) amb un significant nombre de blancs no hispans (27,9%) i altres races (36,5%), però amb percentatges d'amerindis, afroamericans, asiàtics i illencs del Pacífic que en cap cas superaven conjuntament el 2,2%.